# Cisnes salvajes
Cisnes salvajes es un relato autobiográfico escrito por Jung Chang y publicado en 1991 que relata la historia de China a lo largo del siglo XX, a través de tres generaciones de mujeres que, gracias a su fuerte personalidad, intentan sobrevivir en una China sometida a guerras, invasiones y revoluciones.  El libro obtuvo varios reconocimientos como: NCR Book Award en 1992 y British Book of the Year en 1993. Ha vendido cerca de 13 millones de ejemplares y ha sido traducido a 37 idiomas. 

## Argumento
Este relato con carácter autobiográfico cuenta la evolución de la sociedad china desde 1909 con la dictadura del Kuomintang pasando por la llegada del comunismo de Mao en 1949 hasta su muerte en 1976 que da paso a un contexto de liberalización dentro de ese régimen comunista encabezado por Deng Xiaoping. Las vivencias y vicisitudes de tres mujeres de una misma familia serán el hilo conductor de este relato, reflejo del sometimiento de la población china en dos regímenes diferentes, pero igual de represivos: la República de China del Kuomintang (1919-1949) y la República Popular China de Mao, así como la Guerra Civil que asola China desde 1927 a 1950 entre ambos sistemas políticos. 
En 1909 nace Yu-fang, la abuela de la autora en la ciudad china de Yixian, en una sociedad estratificada en clases. Sus pies fueron vendados a los dos años de edad, según la costumbre, y a los quince su padre la convierte en una de las muchas concubinas del poderoso general del Kuomintang, Xue Zhi-heng. Tras la boda, queda recluida durante seis años en una ostentosa vivienda rodeada de sirvientes y tras una visita de su marido en 1931 queda embarazada y da a luz a Bao Qing, la madre de Jung Chang. 
En 1933 muere el general Xue y Yu-fang huye a casa de sus padres para evitar el control que ejercería la esposa del general Xue alegando que su hija había muerto. En 1935 se casa con el doctor Xia, un adinerado médico a pesar de la oposición de su familia, con quien se va a vivir a Jinzhou. 
Será en Jinzhou donde Bao Qing crecerá al abrigo de la pugna entre los partidarios del Kuomintang y los defensores del comunismo, en la llamada Guerra Civil China, que llevara en 1949 a Mao al poder de la nueva República Popular China. En estos años la madre de Jung Chang se convierte en ayudante clandestina del Partido Comunista de China donde conoce a Wang You, funcionario del Partido Comunista de China, con quien contrae matrimonio en 1949 en una ceremonia inusual respecto a las costumbres chinas de la época, tras un intento fallido de boda anulado por las supuestas conexiones mantenidas por Bao Qing y Yu-fang con antiguos miembros del Kuomintang. Después de un tiempo separados por orden del partido donde realizan numerosas autocríticas, son trasladados a Yibin, ciudad de origen del padre de Jung Chang. En ese trayecto descubre su primer embarazo frustrado por los esfuerzos sobrehumanos realizados por Chang que caminó a pie durante todo el viaje mientras que su marido hacía lo propio en un Jeep. Años después el sufrimiento de Chang se verá recompensado con el nacimiento de sus cinco hijos: Xiao Hong (1950), Er-hong (1952) que años después pasara a llamarse Jung, Jin-ming (1953), Xiao-hei (1954) y Xiao-fang (1962). En este tiempo, el protagonismo de los padres de Chang dentro del Partido Comunista crecerá considerablemente lo que no evitara la realización de numerosas autocríticas y detenciones, en el marco de la Reforma Agraria, la Campaña de los Tres y Cinco Anti y el Gran Salto Adelante. 
En 1966 se produce la detención de su padre al ser considerado sospechoso por las autoridades comunistas lo que obliga a su madre a llevar una carta a Pekín para la concesión de su libertad. Este hecho coincide con la campaña iniciada por Mao conocida como Revolución Cultural contra altos cargos del partido a los que Mao y sus seguidores acusaron de traicionar los ideales revolucionarios, a pesar de que, en el fondo, era una operación comandada por Mao para recuperar el protagonismo político perdido tras el fracaso de El Gran Salto Adelante. Para ello, se valió de la Guardia Roja, en la que ingresa Chang ese mismo año, encargada de torturar a profesores y destruir el patrimonio artístico, cultural y literario chino. El padre de Chang, Wang You, considerado capitalista, fue objeto de numerosos ataques por parte de los Rebeldes lo que condujo junto a la carta de protesta de Mao tras el ofrecimiento de la señora Ting a una nueva detención en 1967. En abril de 1968, el padre de Chang reaparece en estado de locura tras las torturas a las que había sido sometido y tiene que ingresar en un sanatorio donde recobra la normalidad. 
En 1969, los padres de Chang y dos de sus hermanos son trasladados a distintas regiones salvajes de Sichuan con motivo de la reforma del pensamiento a través del trabajo proclamada por Mao donde viven en duras condiciones. Meses después, Chang regresa a Chengdu cuando muere su abuela. En noviembre de 1971 su madre es rehabilitada gracias al debilitamiento del poder de Mao. En octubre de 1973 Chang ingresa en la Universidad de Sichuan donde aprende inglés, así como tiene que memorizar numerosos libros que ensalzan la figura de Mao. El 9 de abril de 1975 muere el padre de Chang, Wang You, tras un ataque al corazón. El fallecimiento de Mao el 9 de septiembre de 1976 dará paso a una etapa de liberalización dentro del régimen comunista encabezada por Deng Xiaoping. 
En mayo de 1978, Jung Chang obtiene una beca para estudiar en Gran Bretaña, su actual país de residencia aunque ha seguido viajando para visitar a su familia en China, país que, según el relato de Chang, deja atrás el miedo característico de la dictadura de Mao para dar paso a una mejora del nivel de vida ante su apertura al exterior y la disminución de la radicalidad maoísta.

## Contexto histórico
En 1894-1895 tiene lugar el ataque japonés a China con la consiguiente pérdida de Manchuria, que pasa a ser dominada por Japón. En 1911 la derrota del emperador chino Pu Yi provoca la proclamación de una república liderada por Sun Yat-sen. Chiang Kai-chek consigue unificar la mayor parte de China en 1927, año en el que comienza la guerra civil que enfrenta a dos facciones contrapuestas: el Kuomintang, grupo nacionalista que gobernaba en China con gran apoyo de la burguesía y el Partido Comunista Chino, comandado por Mao Zedong con una base social campesina.
La inflación, la corrupción generalizada unida a una desastrosa situación económica condujo a un descontento de la población con carencias alimentarias donde predominaba el mercado negro. El Kuomintang continuó su caída mientras los comunistas controlaban la mayor parte del territorio chino e incrementaron sus ataques. El 1 de octubre de 1949 Mao proclama la fundación de la República Popular China mientras Chiang Kai-chek y los restos del ejército del Kuomintang huyeron a la isla de Taiwán. En mayo de 1950 finaliza la Guerra cuando el Ejército de Liberación Popular alcanza el control total de China.  
Una de las medidas tomadas por Mao en sus primeros años de control  es la reforma de pensamiento  para implantar el pensamiento y la forma de vida de los campesinos al resto de la población. El inicio de la transformación económica en China lo constituye la reforma agraria caracterizada por la asignación igualitaria de una misma cantidad de tierra a cada campesino. Asimismo, Mao inicia una campaña contra partidarios del Kuomintang considerados contrarrevolucionarios. A finales de 1951 se lanza la Campaña de los Tres Anti contra la corrupción, el derroche y la burocracia mientras en la primavera 1952 la Campaña de los Cinco-Anti tiene cinco objetivos esenciales: el soborno, la evasión de impuestos, el fraude, el robo de propiedad estatal y la obtención de información económica por medio de la corrupción. Estas dos normas junto a la campaña de masas para promover la movilización a favor del comunismo consolidaron los mecanismos de control de Mao sobre la población china.  
En primavera de 1956 Mao se apoya en los intelectuales en la conocida como política de las Cien Flores para combatir las bajas tasas de alfabetización de la población china coincidiendo con el inicio de una etapa de industrialización y recuperación. En 1957 el partido expulsó a intelectuales, en línea con lo que supondrá la Campaña Antiderechista contra estudiantes, obreros, intelectuales, artistas o científicos, algunos de ellos condenados a morir en gulags.  
En otoño de 1958, la ocupación principal en China consistía en la producción masiva de acero, consecuencia del denominado Gran Salto Adelante. Fue en esa época cuando Mao pretendía convertir a China en una potencia importante y  moderna. Con ello gran parte de los campesinos eran apartados de sus faenas en el campo, para dedicarse masivamente a este nuevo reto impuesto por Mao. La escasez de alimentos produjo numerosas víctimas. Posteriormente se hizo cesar la producción de acero, y se liberalizó de la economía, con la vuelta de campesinos al campo, acompañada de una liberalización política.  En 1959 empezó a imperar un ambiente más relajado. 
Posteriormente, en 1965, comienza la Revolución Cultural cuyo objetivo era la depuración de elementos considerados capitalistas para retomar el espíritu inicial revolucionario. Para ello redactan una lista de artistas, escritores e intelectuales que serían denunciados, calificados de autoridades burguesas y reaccionarias.  Se eliminan intelectuales y califica a los funcionarios del Partido de seguidores del capitalismo y los declara la guerra por proteger a intelectuales. Muchos de los adolescentes, exaltados por los artículos del Diario del Pueblo, comenzaron a atacar a sus profesores.  Mao pretendía que los intelectuales burgueses no dominarán las escuelas, así el periódico les tachaba de envenenar la mente de jóvenes con ideas sobre el capitalismo, con la intención de volver a un posible regreso del Kuomintang. En el verano de 1966, Mao promueve la aparición de la Guardia Roja formada por un grupo de hijos de altos funcionarios, educados en un ambiente político y de culto a la figura de Mao. Su finalidad era aterrorizar a la sociedad y sembrar el caos para poner fin a las cuatro antigüedades: las ideas, cultura, costumbres y hábitos.  Mao se dirigía a ellos combinando dos métodos, por un lado una retórica difundida por la prensa y por otro lado una manipulación y agitación conspiratorias procedentes de la Autoridad de la Revolución Cultural,  y en especial por su esposa. Sus objetivos eran profesores, intelectuales, a los que humillaban e incluso algunos llegaban al suicidio, así como un ataque generalizado a domicilios o bibliotecas.
Mao Zedong muere el 9 de septiembre de 1976, dejando atrás 27 años de régimen comunista en China bajo su mandato. El nuevo liderazgo parecía ser ejercido por Hua Guofeng, que perseveró en construir un mausoleo para Mao en la Plaza de Tiananmen. En 1977 Deng Xiaoping fue rehabilitado y nombrado adjunto de Hua Guofeng, para reorientar el rumbo de China y alcanzar una independencia del maoísmo dentro del mismo régimen comunista. Por esta razón, inicia una política reformista, bajo el lema de las cuatro modernizaciones (agrícola, industrial, científico-técnica y de defensa): liberalizó la economía china abriendo espacios para la iniciativa privada y la inversión extranjera contribuyendo a mejorar sus relaciones con los países occidentales, realizando concesiones en materia de política exterior y de respeto de los derechos humanos. Estas reformas originaron un notable crecimiento económico, mejorando el nivel de vida de la población y emergiendo una nueva clase empresarial. Pero en el terreno político se mantuvo la dictadura del partido único, junto con libertades restringidas: se originó un movimiento estudiantil, que luchaba por la instauración de una democracia, dando lugar a una sangrienta revuelta en la plaza de Tianamen que causó millones de muertos.

## Visita a España
Tras la enorme repercusión que tuvo Cisnes Salvajes nivel internacional desde su publicación, Jung Chang visitó España en 1995 junto a su marido el historiador británico, Jon Halliday para entrevistarse con el político español Santiago Carrillo para la realización de su libro Mao: la historia desconocida que también se convirtió en superventas en Europa y América del Norte.
Sin embargo esta no es la única visita a España de la autora de Cisnes Salvajes. En 2014 viajó a Barcelona para presentar su libro Cixí, la emperatriz, un extenso ensayo donde reivindica el carácter modernizador de la emperatriz china Cixí

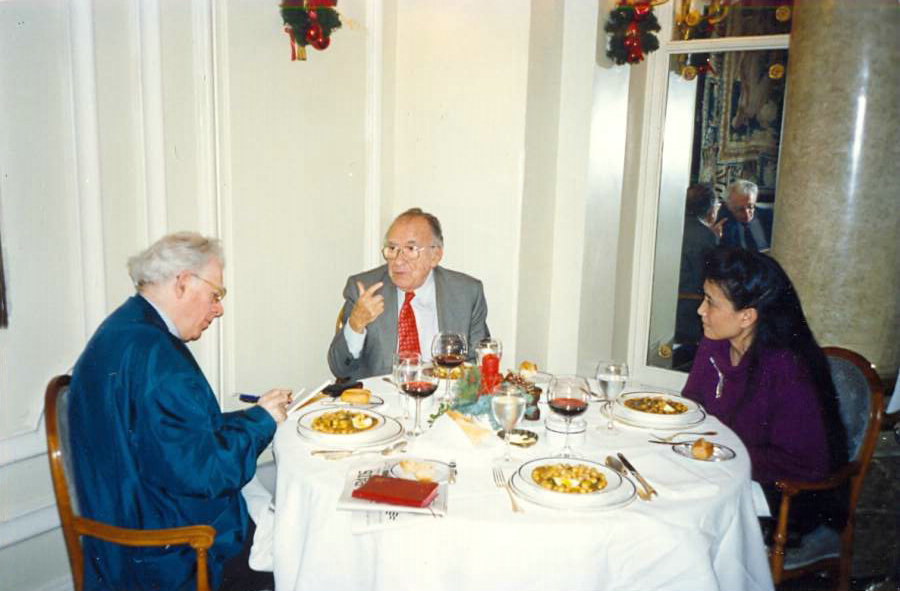
Jung Chang y Jon Halliday en su visita a España junto a Santiago Carrillo en 2009.

## Expansión y éxito mundial
Cisnes salvajes ha sido traducido a 37 idiomas y ha vendido más de 13 millones de copias. Primero fue traducido al chino y publicado en 1997 en la China continental. Las diferentes versiones traducidas a numerosos idiomas (portugués, catalán, croata, checo, danés, estonio, finlandés, francés, alemán, griego, chino, húngaro, islandés, marathi, telugu, hebreo, italiano, japonés, coreano, árabe, birmano, noruego, polaco, rumano, español, sueco, tailandés, inglés o ruso) están disponibles.
Cisnes salvajes, de Jung Chang, fue un extraordinario éxito editorial, y se convirtió en el libro sobre China más leído en todo el mundo.[cita requerida]